# Maria Dernałowicz
Maria Dernałowicz (ur. 10 lipca 1928 w Warszawie,  zm. 26 kwietnia 2009) – polska pisarka, historyk literatury, edytor,  członek Stowarzyszenia Pisarzy Polskich i członek honorowy Towarzystwa Literackiego im. Adama Mickiewicza.
Była współautorką wielotomowej „Kroniki życia i twórczości Adama Mickiewicza” oraz bestsellerowej pozycji „Cudze życie” (Biblioteka "Więzi", Warszawa, 2008 r.).
W styczniu 1976 roku podpisała list protestacyjny do Komisji Nadzwyczajnej Sejmu PRL przeciwko zmianom w Konstytucji Polskiej Rzeczypospolitej Ludowej.